# Winston Parks
Winston Parks Tifet (ur. 12 października 1981 w Puerto Limon) – kostarykański piłkarz grający na pozycji napastnika.

## Kariera klubowa
Parks jest wychowankiem klubu AD Limonense wywodzącego się z jego rodzinnego miasta Puerto Limon. W 1999 roku zadebiutował w jego barwach w lidze kostarykańskiej, jednak był to jeden z najsłabszych zespołów ligi i w 2000 roku utrzymał się w niej dopiero dzięki barażom. Natomiast w sezonie 2000/2001 zajął 10. pozycję, trzecią od końca.
Parks był jednak najlepszym zawodnikiem Limonense i głównie dzięki jego występom w młodzieżowej reprezentacji podpisał kontrakt z Udinese Calcio, które zapłaciło za niego około 2,1 miliona dolarów. W sezonie 2001/2002 nie potrafił jednak wywalczyć miejsca w podstawowym składzie i ani razu nie pojawił się na boiskach Serie A, a latem został wypożyczony do Ascoli Calcio. W Serie B również się nie sprawdził i wystąpił w zaledwie 3 meczach.
W 2003 roku Parks przeszedł do Lokomotiwu Moskwa. Tam po części odzyskał dawną formę i zajął z Lokomotiwem 4. miejsce w lidze. Wystąpił także w Lidze Mistrzów i odpadł z niej w 1/8 finału po porażce w dwumeczu z późniejszym finalistą, AS Monaco. W 2004 roku natomiast wywalczył mistrzostwo Rosji, a w 2005 przeszedł do Saturna Ramienskoje, w którym występował przez rundę jesienną. W 2006 roku wrócił do Lokomotiwu, ale przez pół roku nie rozegrał żadnego meczu, a latem przeszedł do zespołu mistrza Czech Slovana Liberec. Na koniec sezonu 2006/2007 zajął z nim 4. pozycję w Gambrinus Lidze i zdobył jednego gola (w wygranym 4:1 meczu z SK Kladno).
W 2007 roku Parks wrócił do ojczyzny i grał w LD Alajuelense, a po roku gry w tym klubie wrócił do Europy i został piłkarzem rumuńskiego FC Timiszoara. W 2010 roku został wypożyczony do azerskiego Xəzəru Lenkoran.

## Kariera reprezentacyjna
W 1999 roku Parks został powołany do młodzieżowej reprezentacji Kostaryki U-20 na Mistrzostwach Świata U-20, a Kostaryka odpadła w 1/8 finału. 2 lata później wystąpił na Mistrzostwach Świata U-20 2001 i ponownie odpadł w ćwierćfinale, ale zdobył 4 gole będąc najlepszym strzelcem zespołu.
W pierwszej reprezentacji Winston zadebiutował 11 listopada 2001 w wygranym 1:0 spotkaniu z Jamajką, rozegranym w ramach kwalifikacji do Mistrzostw Świata 2002. Następnie latem 2002 został powołany przez Alexandre Guimarãesa na sam mundial. Tam wystąpił najpierw w spotkaniu z Turcją (1:1) i zdobył gola dla swojej drużyny, a następnie w przegranym 2:5 meczu z Brazylią. Na mundial w Niemczech z powodu słabej formy nie pojechał.